# Kornicker-Gletscher
Der Kornicker-Gletscher ist ein Gletscher im westantarktischen Ellsworthland. Er fließt aus dem Kessel zwischen Mount Liptak, Mount Southwick, Mount Milton und Mount Mullen im südlichen Teil der Sentinel Range des Ellsworthgebirges in nordöstlicher Richtung zum unteren Abschnitt des Thomas-Gletschers.
Das Advisory Committee on Antarctic Names benannte ihn 2006 nach dem US-amerikanischen Zoologen Louis S. Kornicker (1919–2018) von der Abteilung für Krebstiere des National Museum of Natural History der Smithsonian Institution zwischen 1964 und 2006 sowie Mitglied des Herausgebervorstands für antarktische Forschung der American Geophysical Union von 1978 bis 1990.